# Campeonato Asiático de Handebol Feminino de 2002
O Campeonato Asiático de Handebol Feminino de 2002 foi a nona edição do principal campeonato de andebol (português europeu) ou handebol (português brasileiro) feminino do continente asiático. O Cazaquistão foi o país sede e os jogos ocorreram na cidade de Almaty.
O Cazaquistão foi campeã pela primeira vez, com a Coreia do Sul segundo e a China terceiro.